# Waldreben-Grünspanner
Der Waldreben-Grünspanner (Hemistola chrysoprasaria), auch Grüner Waldrebenspanner genannt, ist ein Schmetterling (Nachtfalter) aus der Familie der Spanner (Geometridae).

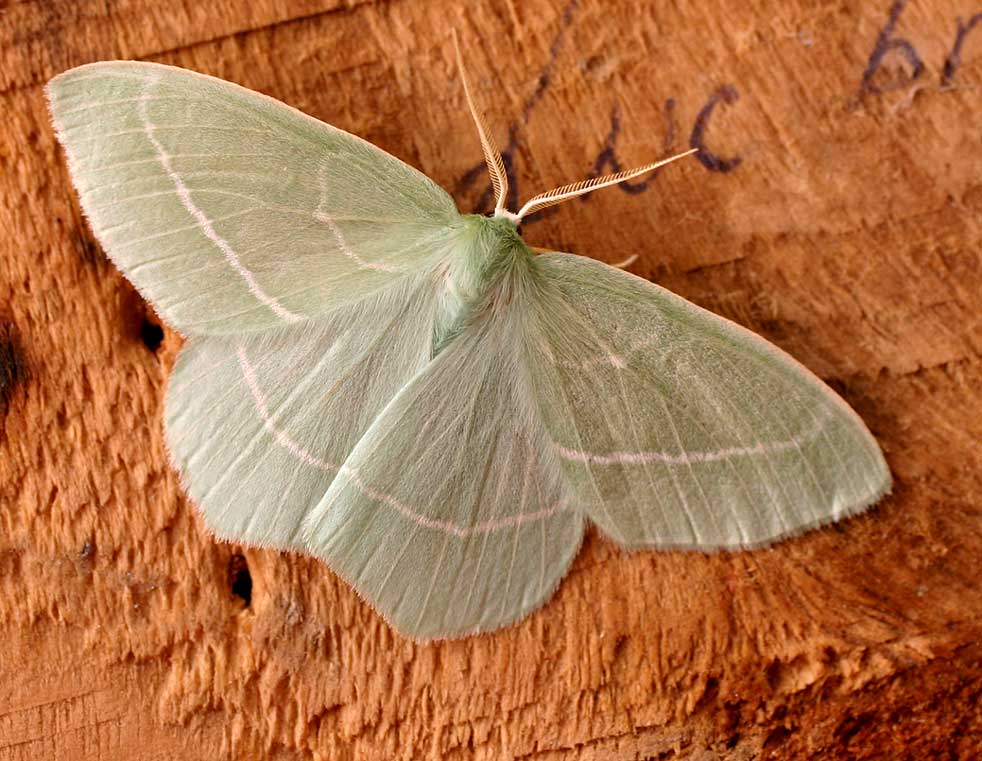
Leicht verblasster männlicher Falter des Waldreben-Grünspanners

## Merkmale

### Falter
Die Flügelspannweite der Männchen beträgt 25 bis 33 Millimeter, diejenige der Weibchen 30 bis 39 Millimeter. Alle Flügel sind kräftig hellgrün gefärbt, verblassen aber mit zunehmender Lebensdauer und schimmern dann gelbgrün bis gelbweiß. 
Charakteristisch sind eine äußere sowie eine undeutlichere innere, leicht gebogene und durchgehende weiße Querlinie auf den Vorderflügeln, deren äußere sich auf den Hinterflügeln fortsetzt. Diskalflecke fehlen. Die Fühler der Männchen sind leicht gekämmt, diejenigen der Weibchen sehr kurz bewimpert.

### Ei
Das frisch abgelegte Ei ist von grüner Farbe und verfärbt sich kurz vor dem Schlüpfen in dunkle Tönungen. Es ist an beiden Seiten stark abgeflacht. Der Eipol ist seitlich angeordnet.

### Raupe
Die Raupen zeigen eine variable Färbung. Sie sind zunächst grün, während der Überwinterung dann bräunlich und im Frühjahr wiederum grün.

### Puppe
Die Puppe besitzt eine grüne Farbe.

### Ähnliche Arten
Sehr ähnlich gezeichnet ist Hemistola siciliana. Diese Art kommt jedoch nur in Mittel- und Süditalien und Sizilien vor, so dass es keine geographische Überlappung zu chrysoprasaria gibt.
Das größere Grüne Blatt (Geometra papilionaria) unterscheidet sich durch die unterbrochenen und gezackten weißen Querlinien.

## Geographische Verbreitung und Vorkommen
Die Verbreitung der Art erstreckt sich von Nordafrika und der Iberischen Halbinsel über nahezu ganz Europa, ostwärts bis zum Ural und die Gebirge Ostasiens.  Sie bewohnt bevorzugt warme Hänge, Waldränder, Heckengebiete sowie Gärten und Parkanlagen.

## Lebensweise
Die Falter fliegen in Mitteleuropa univoltin in den Monaten Juni bis August, im Süden kann auch eine zweite Generation auftreten. Sie sind nachtaktiv und fliegen künstliche Lichtquellen an. Wackerzapp beschreibt die Entwicklung der seinerzeit noch unter dem Namen Geometra vernaria geführten Art folgendermaßen: Das Weibchen legt die Eier in stäbchenartigen Gebilden aufgereiht an den Austrieben der Futterpflanze ab. Die daraus schlüpfenden Raupen haben zunächst eine grüne Farbe, verfärben sich aber zur Winterruhe in braune Farbtönungen, um sich an die im Herbst ebenfalls braun verfärbten Zweige, an denen sie frei überwintern, anzugleichen. Beim ersten frischen Pflanzenaustrieb im Frühjahr nehmen sie ohne Häutung wieder die ursprüngliche grüne Farbe an. Sie ernähren sich von den Blättern verschiedener Waldrebenarten (Clematis).

## Unterarten
- Hemistola chrysoprasaria chrysoprasaria [5] (Mitteleuropa, Türkei, Russland, Kaukasus, Georgien)
- Hemistola chrysoprasaria occidentalis[5] (Südspanien, Südportugal, Marokko, Algerien, Tunesien)[1]

## Gefährdung
Der Waldreben-Grünspanner wird auf der Roten Liste gefährdeter Arten als nicht gefährdet geführt.